# Karl Ritter (regissör)
Karl Ritter, född 7 november 1888 i Würzburg, Bayern, död 7 april 1977 i Buenos Aires, Argentina, var en tysk filmregissör och producent. Under första världskriget tjänstgjorde han som militärpilot. Han blev 1925 medlem i NSDAP. Ritter regisserade ett flertal nazityska propagandafilmer under 1930-talet och 1940-talet, bland annat flygfilmen Stukas. Ritter flyttade 1947 till Argentina.